# 柴井站
柴井站（韓語：시정역）是朝鮮民主主義人民共和國平安南道大同郡的一個鐵路車站，属于柴井線。

## 邻近车站
柴井線
间里站 - 柴井站